# オドントグロッサム

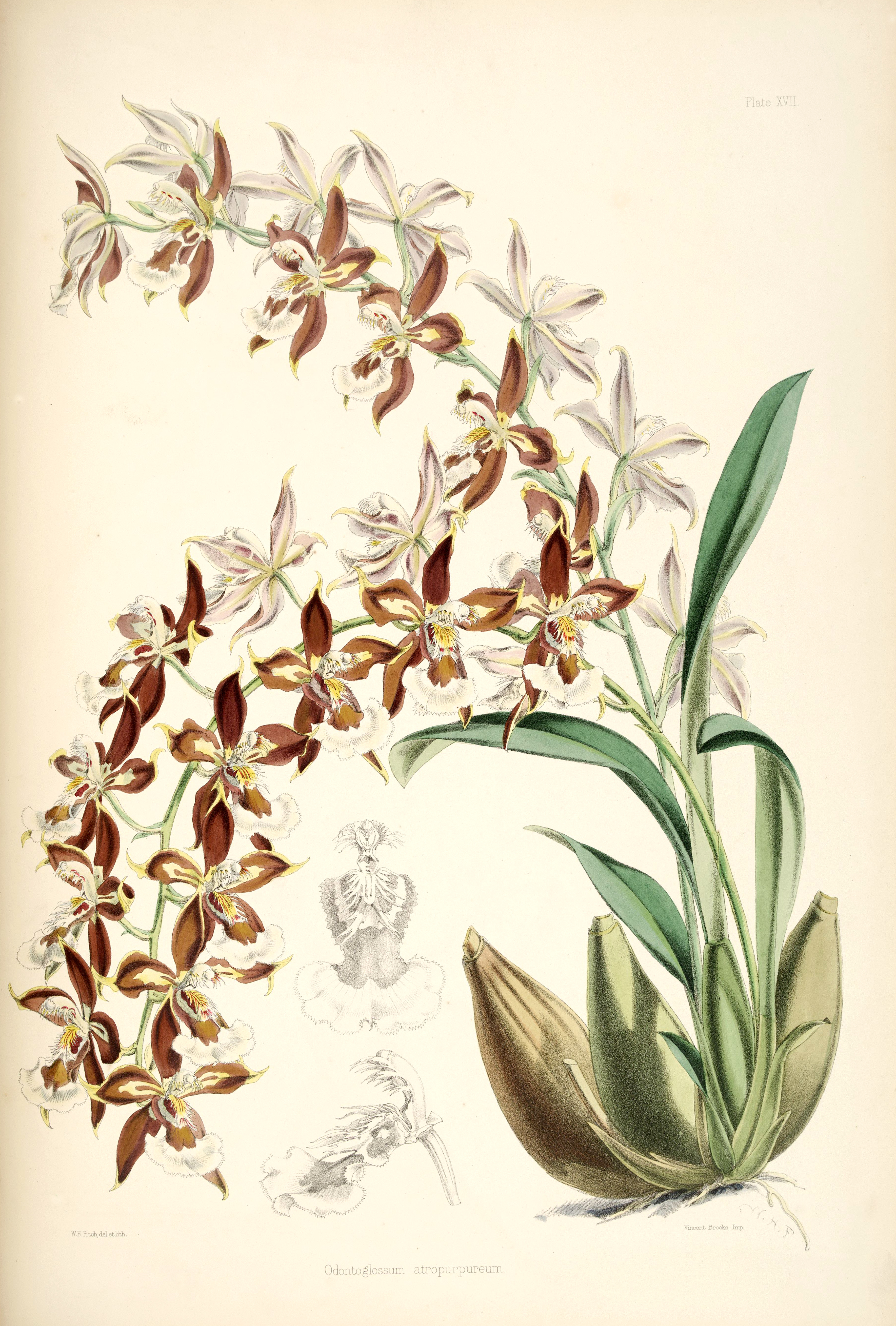
Odontoglossum luteopurpureum
図版

オドントグロッサム Odontoglossum は、ラン科の植物の一群。オンシジウムに近縁で、萼片と側花弁が大きく、斑紋が入って美しいものが多い。洋ランとしても多く栽培されているが、近縁属との属間雑種が多い。

## 概説
オドントグロッサムはオンシジウムに似た着生ランで、花が遙かに大きい上に模様と色彩が多彩で、鑑賞価値が高い。ヨーロッパでは古くから栽培され、交配も行われた。ただし、中南米の高地林に生育するものが多く、耐暑性が低い。そのため、日本では栽培が困難で、国内で流通するようになったのは新しい。
学名は odonto（歯）と glossa（舌）の組み合わせであり、唇弁上面に歯状の突起があることによる。
園芸的に評価が高く、広く知られている。ただし夏の高温に弱く、日本の多くの地域では栽培が難しい。近縁属との交配による人工属が数多くあり、それらもこの名で流通する場合が多い。

## 特徴
常緑性の多年生草本で、中型から大型の着生ランであるが、地上に見られる例もある。根茎はごく短く、偽鱗茎は密集する。偽鱗茎は楕円形から卵形で、普通は扁平。偽鱗茎の先端から、1-3枚の葉身を着け、基部の葉鞘にも葉身がある。葉は幅狭く革質。
花茎は偽鱗茎基部の葉鞘内から出て、直立または先端がやや垂れ、時に分枝して複数の花をつける。花は五弁が大きく開くのが普通で、萼片と側花弁は大きく広がり、ほぼ同型で模様が入る例が多い。唇弁はひとまとまりで広がるか三裂し、基部上面には複雑な突起を持つ。花粉塊は二個。

## 分布
中央アメリカから南アメリカの、特にコロンビアからペルー、ボリビアにわたるアンデス山脈に多くが知られる。多くが標高の高い寒冷地に生育する。

## 分類
100以上の種が知られ、近年では一部に分離して独立属とする変更もある。

## 利用
美しい洋ランとして評価が高く、よく栽培される。略称は Odm. である。『彗星蘭』との呼称もある。原種も栽培されるが、交配も進んでいる。また属間雑種も数多い。花形に丸っぽいものや星形など派手で多彩であり、また花色が赤、ピンク、白、黄色など鮮やかなものが多い上に、そこに複雑な模様が入り、美しい。また、花持ちもよく、それに開花が不定期で、株が成熟するといつでも咲くことから、他の花が少ない時期に咲かせることもできる。
種としてはクリスパム O. crispum が代表的な種で、変異も多いが、白からピンクの花が大きくて美しい。またこの種が最も多く交配に使われている。またシュリペリアナム O. schliperianum は黄色系の交配親として重要である。他に、プルケラム O. pulchelum は白い花が上下逆に咲き、その姿がクリオネに似て人気がある。

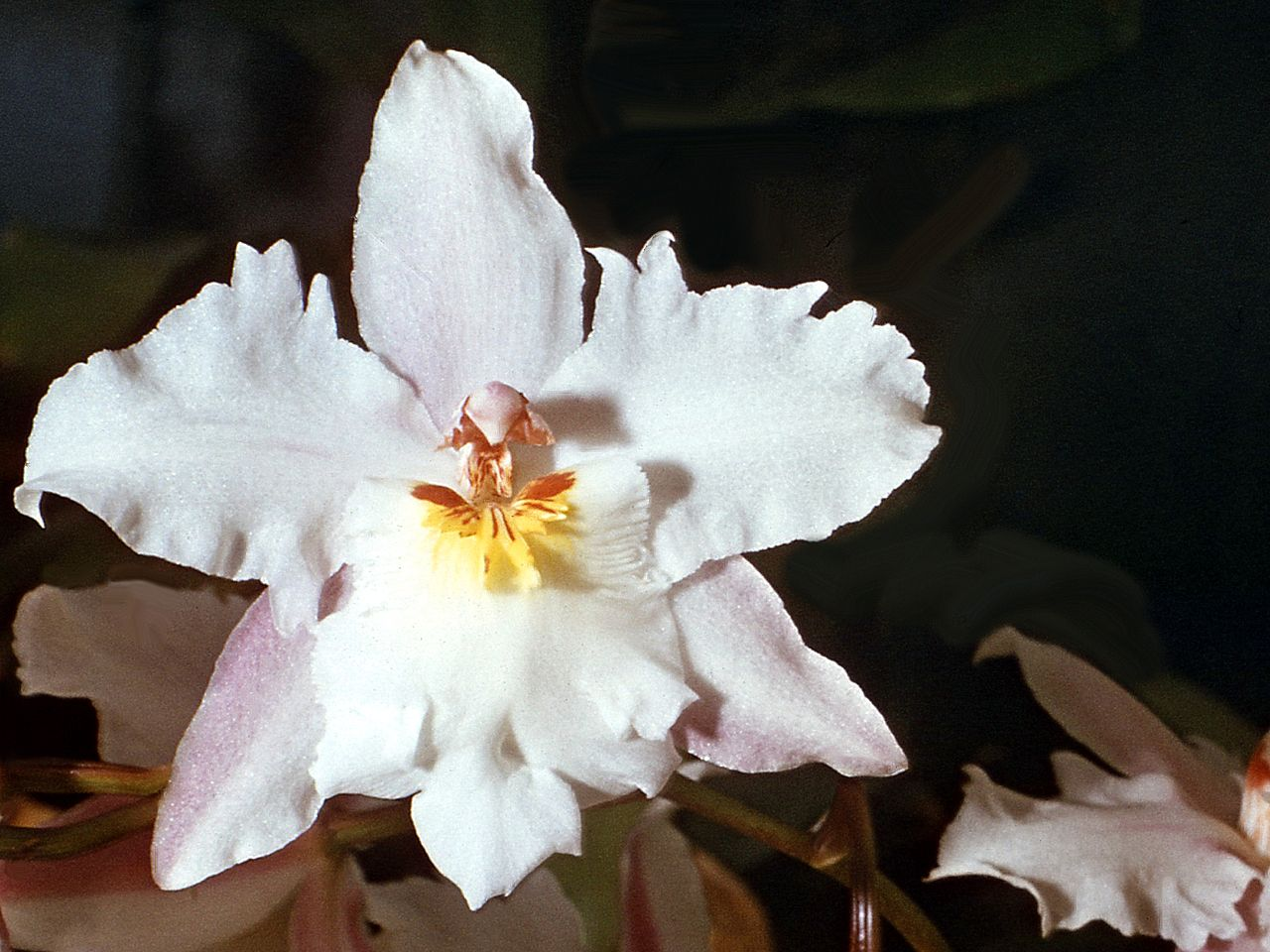
クリスパムの花・拡大
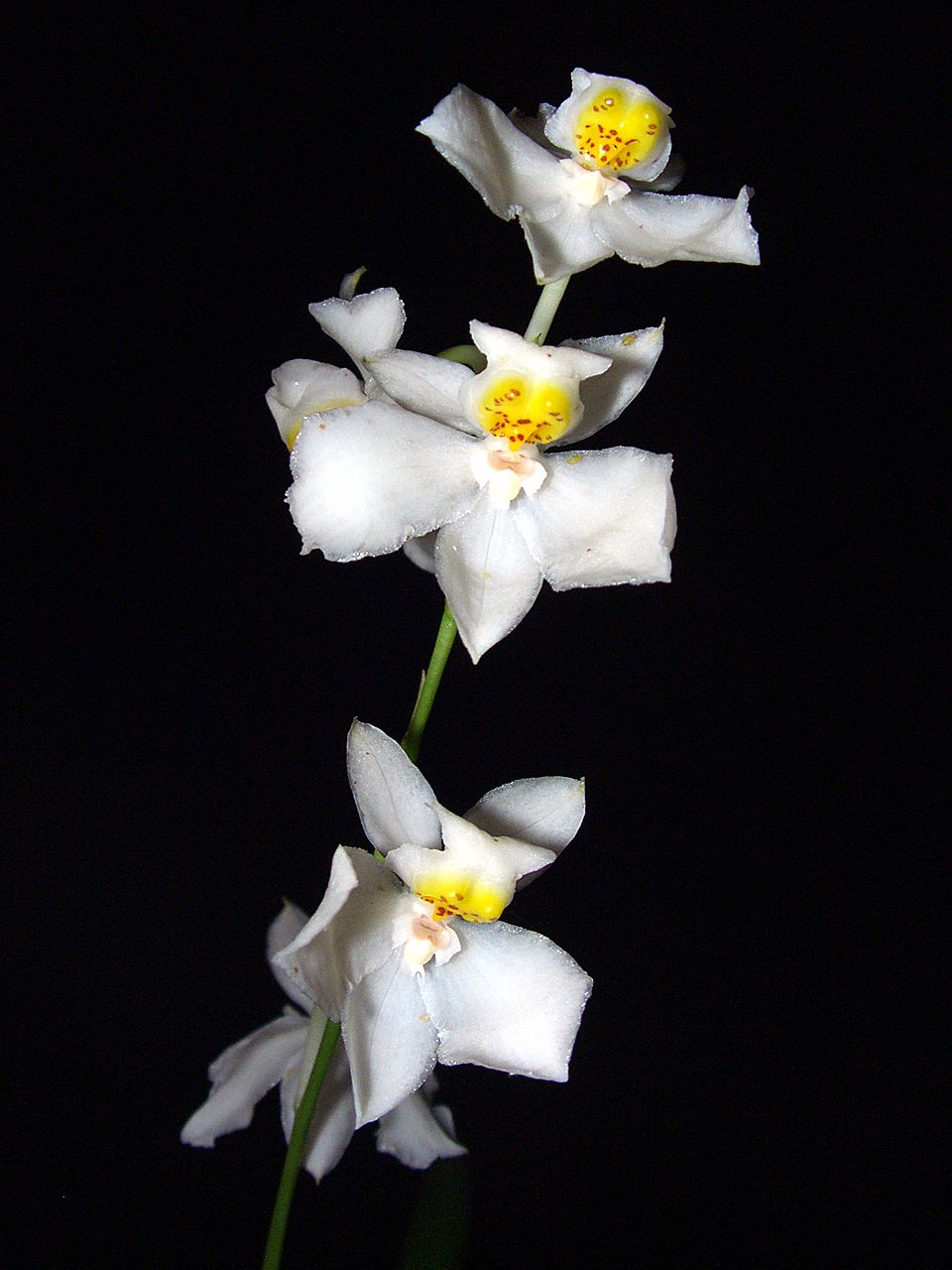
プルケラム
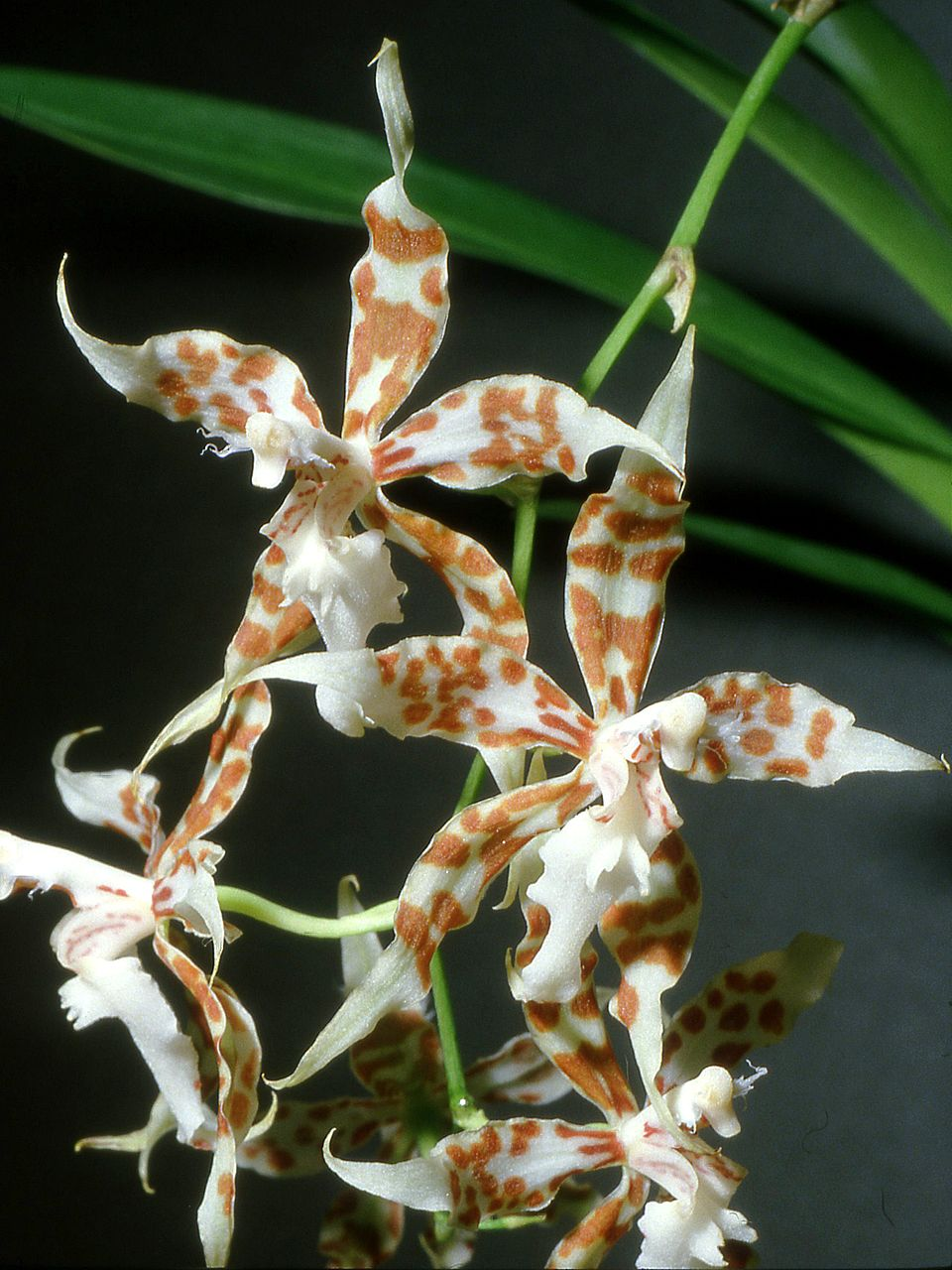
O. crocidipterum

ただし上掲の種を含め、高地産の美麗種は耐暑性が低く、日本の平地では栽培が困難であった。ヨーロッパでは栽培の歴史が古く、19世紀後半に持ち込まれたのを皮切りに改良が進められた。だが日本では注目されず、塚本他(1956)には『英国では栽培熱心であるが我が国では夏季高温過ぎて栽培困難』として地味なもの4種が掲載されるのみ。ガーデンライフ編(1969)にはより多くの種があげられ、交配品種や栽培法も紹介した上で『わが国では最近になってようやく栽培され始めた段階』と記してある。
だが、下記のような属間交配で耐暑性の高いものが増えたこともあって注目されるようになり、多く流通するようにもなった。現在ではコチョウラン属のもののように花茎をアーチ状に整えてギフト用としたものも出回るようになっている。

### 属間交配

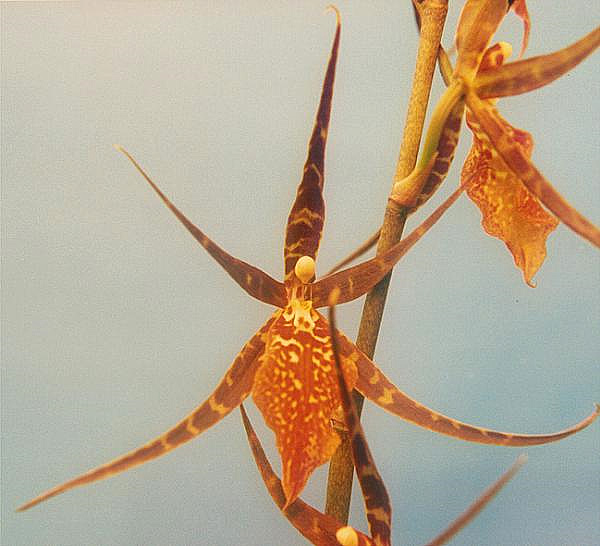
ブラッシアとの交配
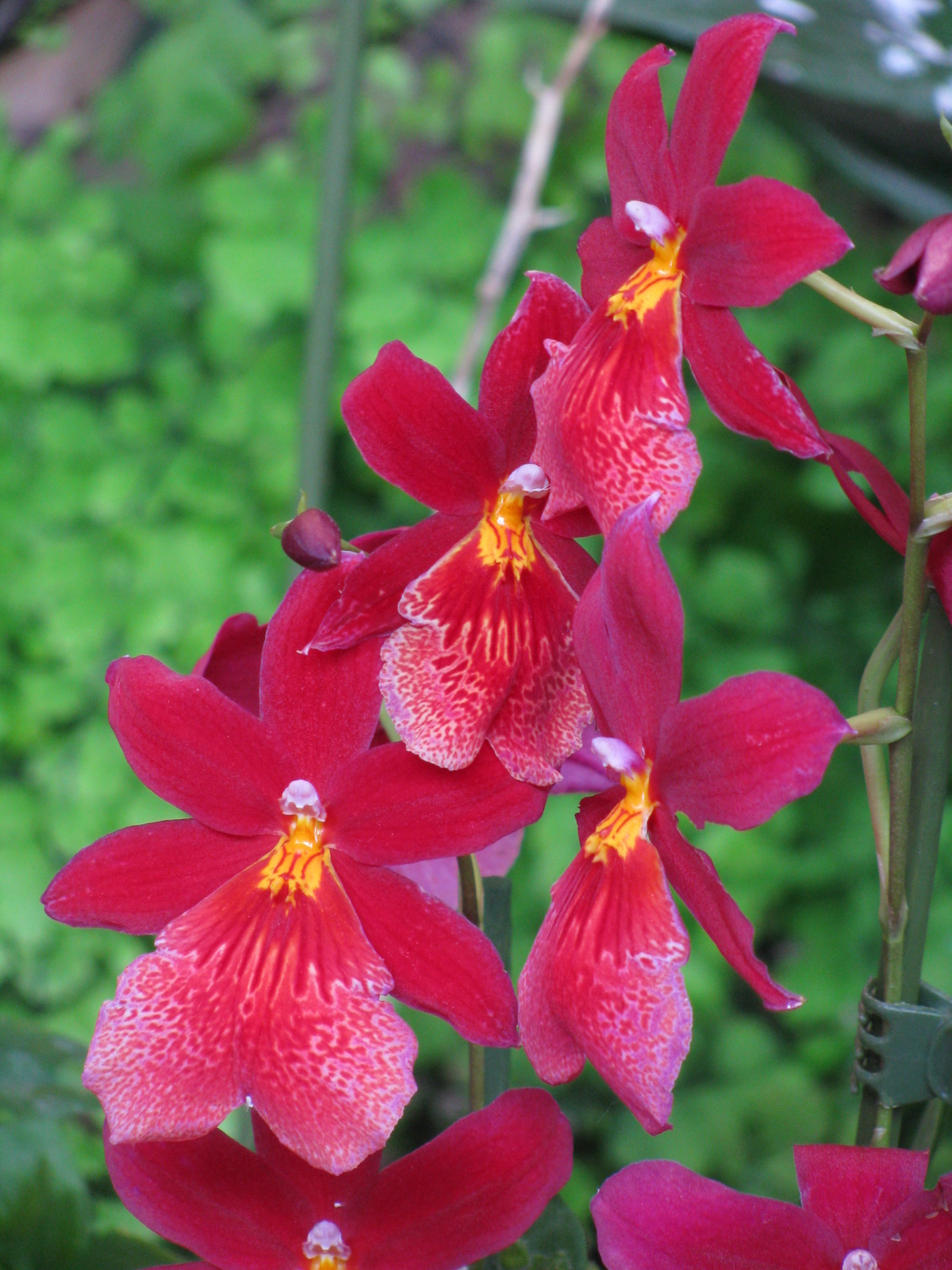
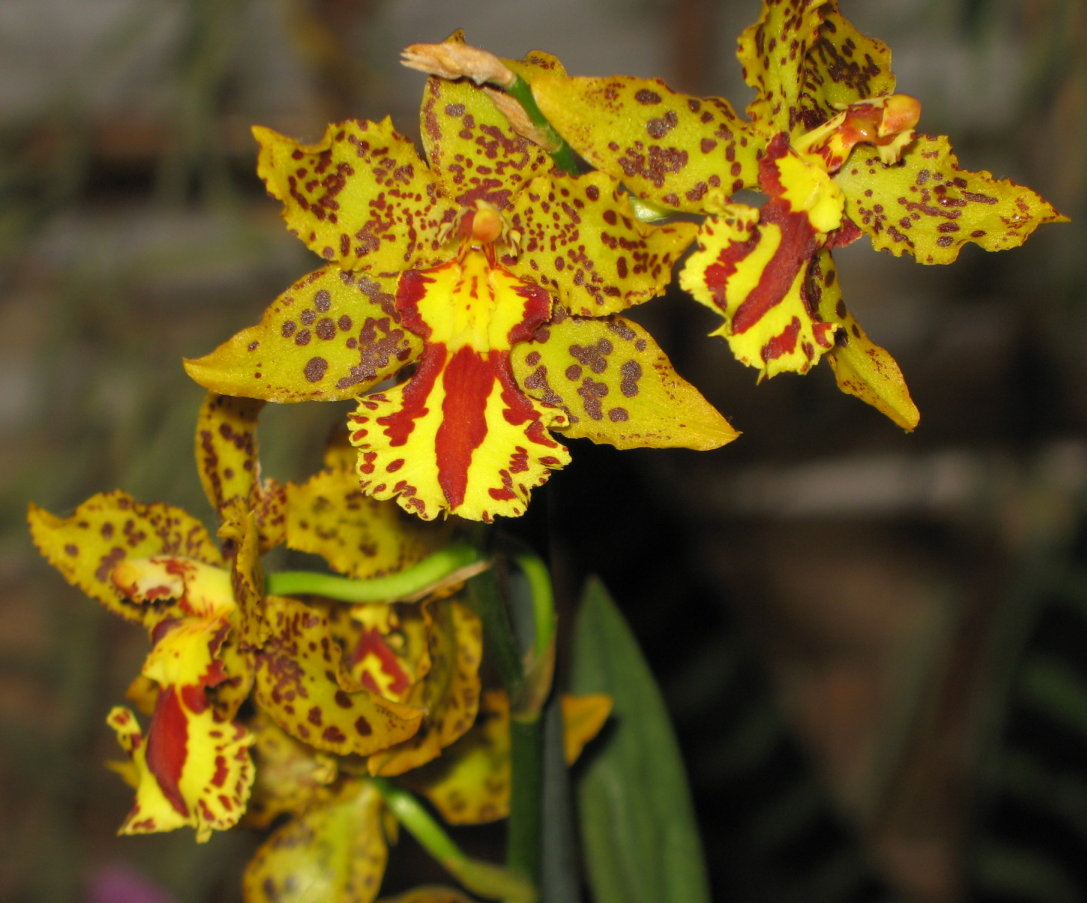

本属の美しい花に、より鮮やかな色を導入したり、或いは弱い耐暑性を改善するために、属間交配が広く進められている。交配で生まれた品種はオドントグロッサムの名で流通することもあり、また、総称してオドントグロッサム系、略してオドント系と呼ばれることもある。以下、学名の後ろの括弧は洋ランとしての略称である。
- Beallara  (Bllra.)

ビーララ：ブラッシアとコクリオダ Cochliotida 、それにミルトニアと本属という四属間交配で、1970年登録。強壮で色彩のいい大輪の花を目指した組み合わせ。
- Colmanara  (Colm.)

コルマナラ：ミルトニア、オンシジウムと本属の三属間雑種。
- Degarmoara  (Dgmra.)

デガーモアラ：ブラッシア、ミルトニアと本属の三属間交配。
- Maclellanara  (Mclna.)

マクレアンアラ：ブラッシアと本属、それにオンシジウムの三属間交配で、1978年登録。ブラッシアの大輪で強壮であることを取り入れることを目指した。
- Odontida (Oda.)

オドンティオダ：本属とコクリオチダとの交配。1906年登録。コクリオチダの花に出る赤を本属に導入することを目指した。耐暑性は低い。
- Odontobrassia  (Odbrs.)

オドントブラッシア：ブラッシアと本属との交配。
- Odontocidium  (Odcdm.)

オドントシジウム：本属とオンシジウム属の交配で1911年登録。花色の多彩さや耐暑性を目指したもの。
- Odontonia  (Odtna.)

オドントニア：ミルトニアと本属の交配で1905年に登録。弓状に伸びる花茎に模様の美しい花をつける。耐暑性は低い。
- Odyncidium　(Ody.)

オディンシジウム：オンシジウム、Rhynchostele と本属の三属間雑種。
- Vuylstekeara  (Vuyl.)

ブィルステケアラ：コクリオダとミルトニアと本属、三属間交配で1912年登録。本属の花形の良さにコクリオダの赤、それにミルトニアの丈夫さと咲きやすさを備えたもの。耐暑性も高い。
- Wilsonara  (Wils.)

ウィルソナラ：コクリオダと本属、それにオンシジウムの三属間雑種で1921年登録。花茎が長く、多花性で耐寒性が高いものが多い。
以下、交配品種、多分属間交配品。
- ブラッシアとの交配